# Попова, Юлия Владимировна
Юлия Владимировна Попова (урожд. Позднякова) (родилась 24 апреля 1988) — российская гребчиха, чемпионка Европы 2015, чемпионка Универсиады 2013 года по академической гребле.

## Биография
Участница четырёх чемпионатов мира в гонке восьмёрок: 2010 – 8-е место, 2013 – 9-е место, 2014 и 2015 – 5-е место.
Участница пяти чемпионатов Европы. Чемпионка Европы 2015 года, бронзовая призёрка 2016 года в соревнованиях восьмёрок.
Чемпион Универсиады в Казани в гонке лёгких четвёрок.